# Igor Nikolajev
Igor Nikolajev (russisk: И́горь Ио́сифович Никола́ев) (født 30. november 1924 i Moskva i Sovjetunionen, død 7. december 2013 i Moskva i Rusland) var en sovjetisk filminstruktør og manuskriptforfatter.

## Filmografi
- Ataka (Атака, 1986)[1][2]
- General (Генерал, 1992)